# 铁梗报春
铁梗报春（学名：Primula sinolisteri），为报春花科报春花属下的一个植物种。